# Diuris picta
Diuris picta là một loài thực vật có hoa trong họ Lan. Loài này được J.Drumm. mô tả khoa học đầu tiên năm 1853.